# Michael Krüger (Fußballtrainer)
Michael Krüger (* 28. Mai 1954 in Scharnebeck) ist ein ehemaliger deutscher Fußballspieler und derzeitiger -trainer.

## Karriere

### Spieler
Michael Krüger war als Fußballspieler mit dem SV Arminia Hannover in der 2. Bundesliga aktiv, wurde aber schon mit 27 Jahren Fußballtrainer. Für die Arminia absolvierte der offensive Mittelfeldmann von 1976 bis 1980, 128 Zweitligaspiele, in denen ihm 19 Tore gelangen. Außerdem spielte er im Amateurbereich für den SV Scharnebeck, Hannover 96, den Bünder SV, den 1. FC Paderborn und CSC 03 Kassel. Danach war er Spielertrainer beim Delbrücker SC. Nach dem Ende seiner Spielerkarriere gestand er die Einnahme von Captagon während seiner Zeit als A-Jugendlicher bei Hannover 96 und bezichtigte Mitspieler von Arminia Hannover, die Pillen geschluckt zu haben.

### Trainer
Nachdem Krüger als Co-Trainer von Peter Neururer von 1987 bis 1989 beim FC Schalke 04 tätig gewesen war, wurde er im September 1989 in der 2. Bundesliga Cheftrainer bei Hannover 96. Dort wurde er nur ein Jahr später der Verantwortung enthoben. Nach einem Jahr beim unterklassigen VfV Hildesheim holte Erich Rutemöller Krüger als Co-Trainer in den Trainerstab von Hansa Rostock. In der Saison 1994/95 übernahm Krüger das Traineramt bei Holstein Kiel. Im Sommer 1997 war er für ein halbes Jahr Co-Trainer beim türkischen Erstligisten Samsunspor.
Anschließend arbeitete Michael Krüger in Ägypten. Mit dem Club Arab Contractors gewann er den Afrikanischen Pokal der Pokalsieger. Ein Jahr später holte er mit dem Verein Al-Masry den ägyptischen Pokalsieg. 1998 kehrte Krüger nach Deutschland zurück und war Trainer bei Kickers Emden und der zweiten Mannschaft des VfL Wolfsburg.
Ab dem 15. März 2004 war Krüger als Trainer bei Eintracht Braunschweig tätig und führte den Verein 2005 zurück in die zweite Bundesliga. Am 4. Oktober 2006 wurde Krüger zusammen mit Manager Wolfgang Loos bei den Niedersachsen entlassen. Grund dafür war der schwache Saisonstart der Braunschweiger, die nach 6 Spieltagen den letzten Tabellenplatz in der zweiten Bundesliga belegten und zudem in der ersten Runde des DFB-Pokals am Regionalligisten VfL Osnabrück gescheitert waren.
Am 13. Juni 2007 übernahm Krüger das Traineramt des Regionalliga-Absteigers 1. FC Saarbrücken (Oberliga Südwest), bei dem bereits im April 2007 Wolfgang Loos neuer Manager geworden war.
Im Januar 2008 übernahm Krüger sein neues Traineramt beim sudanesischen Verein Al-Merrikh Khartum, mit dem er 2008 die Meisterschaft und auch den Pokalsieg verbuchen konnte. Dort wurde er im Februar 2009 entlassen.
Am 22. September 2009 engagierte Alemannia Aachen Krüger als neuen Cheftrainer der Zweitliga-Mannschaft. Sein bis zum 30. Juni 2011 laufender Vertrag wurde nach Abschluss der Saison 2009/10 aufgelöst.
Im Sommer 2010 wurde Krüger erneut mit dem deutschen Torwarttrainer Christian Schweichler vom afrikanischen Club Al Merreikh verpflichtet und feierte dort mit dem Pokalsieg sowie der Qualifikation zur CAF Champions League weitere Erfolge. Trotzdem entschloss sich Krüger, seinen Vertrag mit Al Merreikh nicht zu verlängern. Ende August 2012 ging Michael Krüger erneut nach Äthiopien und wurde Trainer des Spitzenklubs Saint-George SA aus Addis Abeba.
2014 war er wieder als Trainer beim Al-Merrikh Khartum tätig.
Am 2. Juni 2015 meldete die Neue Presse Hannover, dass Krüger die U23 von Hannover 96 ab der Saison 2015/2016 trainieren wird. Die Zusammenarbeit wurde 2016 beendet.

### Erfolge
Mit fünf Titeln in Afrika zählt Krüger zu den erfolgreichsten deutschen Trainern auf dem Kontinent.

### Sonstiges
2019 erschien die von Jens Watermann verfasste Trainer-Biografie: Afrika ist mein Schicksal: Michael Krüger Geliebt, gejagt, gefeiert – wie der deutsche Trainer zur Legende wurde. Verlag: Tredition. ISBN 978-3-7482-5677-9